# GloriaFX
GloriaFX (Глорія ЕФ ІКС) — українська компанія, заснована 2008 року в Дніпрі. Вона займається різними завданнями у теле, та кіноіндустрії: написанням сценарію, формуванням розкадровок, монтажем та коригуванням, комп'ютерною графікою і анімацією, унікальною технологією корекції особи й фігури — Beauty Work. 

## Про компанію
Компанія «GloriaFX» реалізувала проекти, серед яких:  
- Coldplay (Up & Up)
- Тіни Кароль
- музичні кліпи Миколи Баскова та Оксани Федорової,
- DJ Smash & Shahzoda,
- Ані Лорак і Тимура Родрігеза,
- Сергія Лазарєва,
- Діно МС47,
- Timati and Basta Rhymes Ft. Mariya,
- Maximov Show,
- Діно МС47 & Пан & Зводкій і Аделіна,
- Thomas Anders,
- Дмитра Ангела,
- Justin Bieber & Sean Kingston,
- Benny Benassi feat. Kelis, apl.de.ap, & Jean-Baptiste,
- Ассоль,
- Rain Catchers,
- Гарячий Шоколад,
- ТОК,
- Балаган Лімітед

## Співпраця
Також співпрацює багатьма рекламними та промо роликами, трейлерами різного роду заставками. «GloriaFX» співпрацює з компаніями: Худяков production, БГФ Медіа, Етофільм, Permanent Residence Production, Magic World Film Production, TundraFilm,WSB film company, Radioaktive Film, Промислова група ZIP, Київстар, і багато інших. 
У 2009 році компанія Gloria FX виходить на російський ринок постпродакшну й комп'ютерної графіки. Першим успішним проектом стала робота з компанією Hoodyakov production — кліп DJ.Smash & Shahzoda «Між небом і землею», знятий в Лос-Анжелесі.

## Кліп для Coldplay — Up&Up
Весною 2016 року компанія під керівництвом ізраїльських режисерів Вані Хеймана і Ґала Муджі створила відеоряд зі спецефектами для кліпу на пісню Up&Up британського гурту Coldplay.  Робота над кліпом тривала два місяці, він отримав вкрай високі оцінки критиків і автора пісні — вокаліста гурту Кріса Мартіна, який назвав його найкращим кліпом, який він бачив.  28 серпня 2016 року студія отримала премію MTV Video Music Award за спецефекти до кліпу. Компанію досить часто номінують на премії MTV з 2011 року, близько половини номінацій вона виграла.